# Vince Grella
Vincenzo "Vince" Grella (Dandenong, Victoria, 5 de Outubro, 1979) é um ex-futebolista profissional australiano, que atuava como volante.

## Carreira
Danny Milosevic representou a Seleção Australiana de Futebol, nas Olimpíadas de 2000 que atuou em casa.
Fez parte do elenco da seleção convocada para a Copa do Mundo de 2006 e 2010.